# مايكل دانا
مايكل دانا (بالإنجليزية: Mychael Danna)‏ (و. 1958 – م) هو ملحن، وموسيقي من كندا. ولد في وينيبيغ. 

## التعليم
تعلم في جامعة تورنتو.

## جوائز وترشيحات
حصل على جوائز منها:
- جائزة الأوسكار لأفضل موسيقى تصويرية، عن عمل: حياة باي.

ترشح لـ:
- جائزة الأوسكار لأفضل موسيقى تصويرية، عن عمل: حياة باي.

## وصلات خارجية
- مايكل دانا على موقع IMDb (الإنجليزية)
- مايكل دانا على موقع روتن توميتوز (الإنجليزية)
- مايكل دانا على موقع ألو سيني (الفرنسية)
- مايكل دانا على موقع ميوزك برينز (الإنجليزية)
- مايكل دانا على موقع أول موفي (الإنجليزية)
- مايكل دانا على موقع بوكس أوفيس موجو (الإنجليزية)
- مايكل دانا على موقع قاعدة بيانات الأفلام السويدية (السويدية)
- مايكل دانا على موقع أول ميوزيك (الإنجليزية)
- مايكل دانا على موقع ديسكوغز (الإنجليزية)
- مايكل دانا على موقع قاعدة بيانات الفيلم (الإنجليزية)